# 袁瑴
袁瑴（？—？），新昌人，北宋官員。
父袁寵。慶曆二年（1042年）壬午科進士，歷官至祥符縣丞。晚年與弟袁轂遷入四明（今浙江寧波）。